# Invernadero de agua marina
Un invernadero de agua marina es una tecnología agropecuaria que permite cultivar plantas en zonas áridas usando agua salada para el riego y el enfriamiento del aire. 
Consiste en una construcción similar a un invernadero, con la particularidad que dentro de la construcción se simula el ciclo hidrológico en pequeña escala, logrando así una desalinización del agua.
La tecnología fue desarrollada por una compañía británica a partir del año 1991. Actualmente existen tres invernaderos de este tipo en el mundo, uno en Tenerife (del año 1992), otro en Abu Dhabi (desde 2000) y el tercero en Omán (desde 2006).

## Concepto
La construcción usa la energía solar y la eólica para los procesos que aseguran su funcionamiento, aunque no es del todo autónomo: se estima un gasto de energía eléctrica de 3 kWh por cada metro cúbico de agua destilada que produce. La eficacia del sistema depende del clima; cuanto más soleado y cálido, mayor eficacia posee. Consiste de una construcción de acero y una tienda de tamaño mayor. La entrada se posiciona de tal manera que aprovecha la dirección predominante del viento para la ventilación del invernadero.
En la pared frontal de la construcción de acero se calienta el agua salada por la radiación solar, lo cual hace que ésta se evapora y ayuda a enfriar el ambiente y aumentar la humedad ambiental. El techo, compuesto de en dos capas, filtra la radiación infrarroja de la radiación solar, para dejar pasar únicamente a la cantidad de luz necesaria para la fotosíntesis. En el espacio entre las dos capas se calienta el aire que posteriormente apoya a la evaporación del agua.
Entre la construcción de acero y la tienda se encuentra un segundo evaporador que hace aumentar la humedad del aire hasta llegar al punto de rocío. El aire húmedo pasa por un condensador, donde se extrae el agua destilada, y después es guiado a la tienda.

## Premios
En 2006, el concepto ganó el premio Institution of Engineering and Technology Award en la categoría Sustentabilidad y el Tech Museum Award 2006, además fue finalista del premio Prize for the Environment de la Universidad de St. Andrews 2007.

## Sahara Forest Project
El Sahara Forest Project es el primer proyecto concebido para una instalación masiva del Seawater Greenhouse en el desierto del Sahara. Fue ideado en 2008 por la empresa productora de la tecnología (Seewater Greenhouse Ltd.) y un equipo de arquitectos. Consiste en complejos de Seewater Greenhouses de varias hectáreas cuya energía es proporcionada por centrales de energía solar térmica. Según los productores se estima que estos complejos produzcan considerablemente más energía y agua potable de lo que gastan. Charlie Paton, uno de los desarrolladores del concepto, estimó los costos para un complejo de 20 hectáreas en conjunto con una central solar de 10 megavatios en 80 millones de euros.